# أذينة أرمنية
الأذينة الأرمنية (باللاتينية: Phlomis armeniaca) نوع نباتي يتبع جنس الأذينة من الفصيلة الشفوية.

## الموئل والانتشار
موطن هذا النوع تركيا.